# Birk (Vorname)
Birk ist ein männlicher Vorname.

## Herkunft und Bedeutung
Der Name Birk ist eine skandinavische Kurzform zum deutschen Namen Burkhard.

## Namensträger
- Birk Anders (* 1967), deutscher Biathlet
- Birk Irving (* 1999), US-amerikanischer Freestyle-Skier
- Birk Meinhardt (* 1959), deutscher Journalist und Schriftsteller
- Ole Birk Olesen (* 1972), dänischer Politiker und Journalist
- Birk Risa (* 1998), norwegischer Fußballspieler
- Birk Ruud (* 2000), norwegischer Freestyle-Skier

## Fiktive Personen
- Birk, männliche Hauptfigur aus Astrid Lindgrens Ronja Räubertochter